# Предраг Пажин
Предраг Пажин (буг. Предраг Пажин; Невесиње, 14. март 1973) је бивши српско-бугарски фудбалер и садашњи фудбалски тренер. Играо је на позицији одбрамбеног играча.

## Каријера

### Играчка каријера
Поникао је у Вележу из Невесиња. Свој први професионални уговор је потписао са Сутјеском из Никшића, у којој је играо од 1991. до 1993. године. Затим је до 1995. наступао за Рудар из Пљеваља, када је у јануару прешао у Партизан. Док је играо за Партизан, имао је инцидент са Матејом Кежманом на утакмици коју је Партизан играо против Лација. После једног неуспешног напада, Пажин је окривио Кежмана, на шта му је он узвратио увредама због чега га је Пажин ударио. Са Партизаном је био три пута првак Југославије и једном освајач купа. Када је НАТО бомбардовао 1999. године СР Југославију, првенство је било прекинуто, Пажину је истицао уговор и он, маја исте године, одлази на десетодневну пробу у Вердер из Бремена. Са Вердером није потписао уговор, али је добио позив од Љупка Петровића, тадашњег тренера Левског из Софије, да пређе у Левски. Са Левским је освојио титулу и куп Бугарске, и проглашен је за најбољег страног фудбалера. Међутим, изненада је продат турском Коџаелиспору, у који прелази 2001. године. У Турској је освојио куп, али се тамо није много задржао, тако да се наредне године вратио у Бугарску, где је наступао за Спартак из Плевена. Исте године одлази у Кину, где је наступао за Пекинг Гуан, чији је тренер био Љупко Петровић. Након Кине, 2003. прелази у украјински Шахтјор, за који ће играти до 2005. године. Са Шахтјором је 2004. био освајач купа Украјине. Поново се 2005. враћа у Кину, где наступа за Шандонг Луненг до 2007. године. Наредне године осваја првенство и куп Кине. На утакмици азијске Лиге шампиона, коју је Шандонг играо против Ал Итихада, Пажин је био оптужен да је пљувао судију због чега је био кажњен. Последњи клуб за који је наступао је Локомотива из Мездре, од 2008. до 2010. године, где је и завршио играчку каријеру.

### Тренерска каријера
Као тренер почео је каријеру 2011. године, када је преузео бугарског трећелигаша Ботев из Козлодуја. Договор је постигнут на годину дана, уз могућност продужетка сарадње. Од 2015. године је тренер друголигаша Локомотиве 2012 из Мездре, али је исте године напустио клуб због лоше финансијске ситуације.

## Репрезентација
За репрезентацију Југославије је наступао на незваничним утакмицама. Међутим, када је прешао у Левски, после једне полусезоне, добио је позив Фудбалског савеза Бугарске да наступа за Бугарску. Пошто није имао гаранције да ће бити позиван да наступа за Југославију, одлучио је да прихвати понуду ФС Бугарске. За репрезентацију Бугарске је наступао од 2000. до 2004. године, забележио је 32 наступа. Био је део репрезентације која је наступала на Европском првенству у Португалији 2004. године. Бугарска је завршила као последња у групи, изгубивши све три утакмице, од којих је Пажин играо на две, против Шведске и Италије.

## Приватни живот
Предраг Пажин је рођен 14. марта 1973. године у месту Невесиње, данас Република Српска, Босна и Херцеговина. На почетку фудбалске каријере био је активни борац у рату у БиХ, где је у периоду од марта до новембра 1992. године био снајпериста. После завршетка фудбалске каријере, постао је један од партнера у италијанској компанији „Сан Марко БГ“, која се бави увозом и дистрибуцијом фасадних боја, изолационих система и грађевинског материјала. Такође, 2009. године је основао футсал клуб Сан Марко БГ, а поред њега и клуб за стони тенис, билијар и друге спортове. Иза себе има три брака, први у Србији са Катицом, из којег има два детета, сина Стефана и ћерку Анђелу, други са Украјинком Наташом и трећи са Бугарком Катрин, са којом има ћерку Кристину. Због многобројних љубавних веза и бракова, медији у Бугарској га пореде са Лотаром Матеусом.

## Трофеји
Партизан
- Прва лига СР Југославије (3): 1995/96, 1996/97, 1998/99
- Куп СР Југославије: 1997/98

Левски
- Прва ллга Бугарске (2): 1999/00, 2000/01
- Куп Бугарске: 1999/00

Коџаелиспор
- Куп Турске: 2001/02

Шахтјор Доњецк
- Куп Украјине: 2003/04

Шандонг Луненг
- Суперлига Кине: 2006
- Куп Кине: 2006